# Deep Air Diver
Kurz potápění Deep Air Diver od IANTD by vypracován pro potápěče, kteří chtějí se vzduchem až do hloubky 39 metrů. Součástí kurzu je teoretická i praktická část pro hloubkové ponory.
Tento kurz je prvním mezinárodně uznávaným potápěčským kurzem pro hloubkové potápění.

## Průběh kurzu
- Fyziologie a psychologie hloubkového potápění
- Kyslík při potápění
- Narkóza na základě dusíku
- Hypotermie
- Dekompresní teorie
- Dýchací techniky hloubkového potápění
- Konfigurace výstroje
- Plánování ponoru

V rámci kurzu obdrží účastníci také výukové materiály jako ANTD Deep Air Diver manuál v češtině a IANTD tabulky pro potápění se vzduchem.

## Výstup kurzu
V případě úspěšného absolvování kurzu Deep Air Diver obdrží účastníci mezinárodní osvědčení, které je platné po celém světě. Toto osvědčení je uznávané jako osvědčení moderního sportovního a technického potápěče.

## Další kurzy
- Open Water Diver
- Advanced Open Water Diver
- Basic Nitrox Diver
- Advanced Nitrox Diver
- Rescue Diver
- Divemaster